# Sailing to the Sunshine
《Sailing to the Sunshine》是电视动画《LoveLive! Sunshine!!》的原声音乐集，2016年11月30日由Lantis发行。

## 概要
本专辑收录了电视动画《LoveLive! Sunshine!!》中使用的歌曲（多为TV size）及背景音乐。初回限定版附赠徽章一枚（随机封入）。
专辑发行首日，位列Oricon公信榜第七名，首周销量排名公信榜第6位。

## 收录曲目
除特别标注外，作词为畑亚贵，音乐制作为加藤達也。括号内中文翻译仅供参考，并非官方翻译。

### Disc 1
1. Main theme of Lovelive! Sunshine!!
2. （櫻花色的風）
3. （飄落的奇蹟）
4. （青空Jumping Heart）
  - 作曲：伊藤贤（日语：伊藤賢）、光增基（日语：光増ハジメ），編曲：EFFY
  - 歌：Aqours
  - 片头曲。
5. （碧藍大海與蜜柑田的每一天）
6. LET'S GET DOWN
7. （抓不住的光）
8. （兩～年不～見了呀）
9. （碼頭的奏鳴曲）
10. （把思念寄託給波浪）
11. （普通怪獸小千歌？）
12. （希望之羽）
13. with YOU
14. Conflict with diamond
15. （小小的奇蹟）
16. （下定決心Hand in Hand）
  - 作曲、編曲：渡边拓也（日语：渡辺拓也）
  - 歌：高海千歌（伊波杏树）、樱内梨子（逢田梨香子）、渡边曜（齐藤朱夏）
  - 第1话插曲。
17. （上回的LoveLive! Sunshine!!）
18. Swingin' & Shakin'
19. OTOBOKE funny days
20. Carrot & Stick
21. （尋找大海的聲音）
22. （思緒的片段）
23. （作詞，是什麼？）
24. （內埔的時光）
25. （深愛著學園偶像）
26. （溫柔地傳達海之聲）
27. （梦想之门）
  - 作曲、編曲：佐伯高志（日语：佐伯高志）
  - 歌：樱内梨子（逢田梨香子）
  - 第2话插曲。
28. （目標是閃閃發光）
29. （新理事長來了Oh！Oh！Oh！）
30. （蜜柑色的回家路上）
31. （妄想作戰會議）
32. It's a sunny day!
33. （海灘的Start Line）
34. （無可取代的故鄉）
35. （最喜歡的話就沒問題！）
  - 作曲、編曲：高田晓（日语：高田暁）
  - 歌：高海千歌（伊波杏树）、樱内梨子（逢田梨香子）、渡边曜（齐藤朱夏）
  - 第3话插曲。
36. （僅限此刻的瞬間）
37. （通往閃閃發光的階梯）
38. （夢見的文學少女）
39. （如果討厭的話）
40. （向陽的練習室）
41. （友情Diary）
42. （一起開始吧！）

### Disc 2
1. （屋頂上是悠閒的好天氣）
2. （五隻美人魚）
3. （墮落・夜羽）
4. Riko Jump High!!
5. （不墮天嗎？）
6. FRIENDSHIP
7. （降臨・夜羽）
8. （廢校啦ーー(ﾟ∀ﾟ)ーー！！）
9. （在霧中擦身而過）
10. （放大！）
11. （行動！）
12. （想用夢照亮夜空）
  - 作曲：光增基，編曲：EFFY
  - 歌：高海千歌（伊波杏樹）、櫻內梨子（逢田梨香子）、渡邊曜（齊藤朱夏）、津島善子（小林愛香）、國木田花丸（高槻加奈子）、黑澤露比（降幡愛）
  - 第6话插曲。
13. （像雨般的悔恨）
14. （東京High tension）
15. SELF CONTROL!!
  - 作曲、编曲：河田贵央
  - 歌：Saint Snow（鹿角圣良（田野麻美）、鹿角理亚（佐藤日向））
  - 第8话插曲。
16. （不覺得不甘心嗎？）
17. （去追果南！）
18. （審訊室）
19. （最重要的東西）
20. （無法坦然面對）
21. （不成熟的DREAMER）
  - 作曲、编曲：渡边和纪（日语：渡辺和紀）
  - 第9话插曲。
  - 歌：Aqours
22. （陽光！假期！！）
23. （心跳不已夏令營）
24. （還給大海的東西）
25. （擦肩而過的Yosoro）
26. DETERMINATION
27. - 作曲、編曲：佐伯高志
  - 歌：高海千歌（伊波杏樹）、松浦果南（諏訪奈奈香）、黑澤黛雅（小宮有紗）、渡邊曜（齊藤朱夏）、津島善子（小林愛香）、國木田花丸（高槻加奈子）、小原鞠莉（鈴木愛奈）、黑澤露比（降幡愛）
  - 第11话插曲。
28. （開始的故事）
29. - 作曲、編曲：EFFY
  - 歌：Aqours
  - 第13话插曲。
30. （从诉说梦想到歌唱梦想）
  - 作曲、編曲：山口朗彦（日语：山口朗彦）
  - 歌：高海千歌（伊波杏树）、樱内梨子（逢田梨香子）、渡边曜（齐藤朱夏）}}
  - 片尾曲。第2话使用。
31. - 国木田花丸（高槻加奈子）、黑泽露比（降幡爱）
  - 第4话使用。
32. - 歌：津島善子（小林愛香）
  - 第5话使用。
33. - 歌：松浦果南（諏訪奈奈香）、黑澤黛雅（小宮有紗）、小原鞠莉（鈴木愛奈）
  - 第6话使用。
34. - 歌：津島善子（小林愛香）、国木田花丸（高槻加奈子）、黑泽露比（降幡爱）
  - 第7话使用。
35. - 歌：高海千歌（伊波杏树）、樱内梨子（逢田梨香子）、渡边曜（齐藤朱夏）、津島善子（小林愛香）、国木田花丸（高槻加奈子）、黑泽露比（降幡爱）
  - 第8话使用。
36. - 歌：高海千歌（伊波杏树）、樱内梨子（逢田梨香子）
  - 第10话使用。
37. - 歌：渡边曜（齐藤朱夏）
  - 第11话使用
38. - 歌：Aqours
  - 第3、12话使用。